# Macrocera
Macrocera är ett släkte av tvåvingar som beskrevs av Johann Wilhelm Meigen 1803. Macrocera ingår i familjen platthornsmyggor.

## Bildgalleri

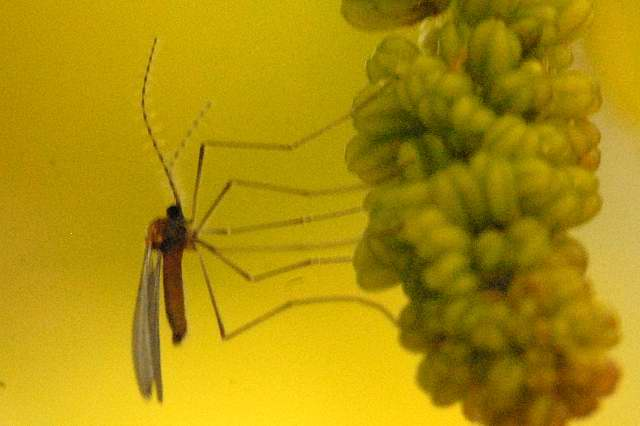

## Dottertaxa tillMacrocera, i alfabetisk ordning[1][2]
- Macrocera abdominalis
- Macrocera africana
- Macrocera alacra
- Macrocera albipunctata
- Macrocera alpicola
- Macrocera alpicoloides
- Macrocera altaica
- Macrocera alternata
- Macrocera anglica
- Macrocera angulata
- Macrocera annulata
- Macrocera annuliventris
- Macrocera antennalis
- Macrocera antennata
- Macrocera apicalis
- Macrocera aquabellissima
- Macrocera aquilonia
- Macrocera arcuata
- Macrocera armata
- Macrocera aterrima
- Macrocera basilewskyi
- Macrocera bicolor
- Macrocera bilucida
- Macrocera bipunctata
- Macrocera breviceps
- Macrocera brunnea
- Macrocera buskettina
- Macrocera campbelli
- Macrocera caudata
- Macrocera centralis
- Macrocera chilena
- Macrocera clara
- Macrocera clavinervis
- Macrocera comosa
- Macrocera concinna
- Macrocera coxata
- Macrocera crassicornis
- Macrocera critica
- Macrocera crozetensis
- Macrocera cypriaca
- Macrocera decorosa
- Macrocera delicata
- Macrocera diluta
- Macrocera distincta
- Macrocera districta
- Macrocera diversimaculata
- Macrocera edwardsi
- Macrocera egregia
- Macrocera elegans
- Macrocera elegantula
- Macrocera elgonensis
- Macrocera ephemeraeformis
- Macrocera estonica
- Macrocera exilis
- Macrocera ezoensis
- Macrocera fasciata
- Macrocera fascipennis
- Macrocera fastuosa
- Macrocera femina
- Macrocera fisherae
- Macrocera flavescens
- Macrocera flavicosta
- Macrocera flavithorax
- Macrocera flavobrunnea
- Macrocera flexa
- Macrocera floridana
- Macrocera formosa
- Macrocera frigida
- Macrocera fryeri
- Macrocera fumidapex
- Macrocera fumigata
- Macrocera funerea
- Macrocera fusciventris
- Macrocera fuscoides
- Macrocera garretti
- Macrocera gemagea
- Macrocera geminata
- Macrocera glabrata
- Macrocera gourlayi
- Macrocera grandis
- Macrocera griveaudi
- Macrocera guaianasi
- Macrocera guarani
- Macrocera hermonophila
- Macrocera hirsuta
- Macrocera hirtipennis
- Macrocera horrida
- Macrocera howletti
- Macrocera hudsoni
- Macrocera hyalinimculata
- Macrocera hyalipennis
- Macrocera immaculata
- Macrocera inaequalis
- Macrocera incompleta
- Macrocera inconcinna
- Macrocera inconspicua
- Macrocera indigena
- Macrocera insignis
- Macrocera interrogationis
- Macrocera inversa
- Macrocera jonica
- Macrocera kerteszi
- Macrocera klossi
- Macrocera kraussi
- Macrocera lacustrina
- Macrocera lateralis
- Macrocera levantina
- Macrocera longibrachiata
- Macrocera lutea
- Macrocera luteobrunnea
- Macrocera maculata
- Macrocera maculosa
- Macrocera mastersi
- Macrocera matilei
- Macrocera microsticta
- Macrocera minima
- Macrocera nebulosa
- Macrocera neobrunnea
- Macrocera nepalensis
- Macrocera nephrotoma
- Macrocera ngaireae
- Macrocera nigricoxa
- Macrocera nigropicea
- Macrocera nitens
- Macrocera nitida
- Macrocera nobilis
- Macrocera obscura
- Macrocera obsoleta
- Macrocera ornata
- Macrocera parcehirsuta
- Macrocera parva
- Macrocera penicillata
- Macrocera perpictula
- Macrocera phalerata
- Macrocera picta
- Macrocera pictipennis
- Macrocera picturata
- Macrocera pilosa
- Macrocera plaumanni
- Macrocera propleuralis
- Macrocera pulchra
- Macrocera pumilio
- Macrocera puncticosta
- Macrocera quinquemaculata
- Macrocera renalifera
- Macrocera ruficollis
- Macrocera scoparia
- Macrocera simbhanjangana
- Macrocera similis
- Macrocera sinaitica
- Macrocera smithi
- Macrocera stigma
- Macrocera stigmoides
- Macrocera straatmani
- Macrocera striatipennis
- Macrocera sudetica
- Macrocera summatis
- Macrocera suppositia
- Macrocera tawnia
- Macrocera testacea
- Macrocera thomsoni
- Macrocera thoracica
- Macrocera tonnoiri
- Macrocera trinubila
- Macrocera trispina
- Macrocera trivittata
- Macrocera tusca
- Macrocera tyrrhenica
- Macrocera uncinata
- Macrocera unica
- Macrocera unicincata
- Macrocera unidens
- Macrocera unipunctata
- Macrocera uniqua
- Macrocera unispina
- Macrocera valdiviana
- Macrocera wanawarica
- Macrocera variegata
- Macrocera variola
- Macrocera vespertina
- Macrocera villosa
- Macrocera vishnui
- Macrocera vittata
- Macrocera wui
- Macrocera vulcania
- Macrocera zetterstedti